# Anne Abernathy
Julianne „Anne“ Abernathy [ˈæbɚnæθɪ] (* 12. April 1953 auf Saint Thomas, Amerikanische Jungferninseln) ist eine ehemalige Rennrodlerin und Bogenschützin von den US-Jungferninseln. Sie ist die älteste Sportlerin, die jemals an Olympischen Winterspielen teilgenommen hat und wurde dafür in das Guinness-Buch der Rekorde aufgenommen. Daher trägt sie den Namen Grandma Luge (dt. Großmutter Rennschlitten).

## Karriere

### Rennrodeln
Mit 29 Jahren begann Anne Abernathy mit dem Rodelsport. 1988 nahm sie in Calgary erstmals an Olympischen Winterspielen teil. Die Winterspiele 2006 in Turin waren die sechsten Olympischen Spiele, an denen Abernathy gemeldet war. Sie war die einzige Vertreterin ihres Landes. Bei einem Sturz beim Training am 12. Februar brach sie sich das Handgelenk. Den Wettkampf am 13. Februar konnte sie damit nicht bestreiten.

### Bogenschießen
Seit 2013 ist sie auf internationaler Ebene im Bogenschießen aktiv. Sie nahm 2015 und 2019 den Weltmeisterschaften teil und versuchte sich für die Olympischen Sommerspiele 2016 zu qualifizieren, scheiterte jedoch. 2023 belegte sie bei den Panamerikanischen Spielen im Einzel mit dem Recurvebogen den 21. Platz.